# Fornells
Fornells est une localité espagnole appartenant à la commune de Mercadal, dans le nord de l'île de Minorque, communauté autonome des Îles Baléares. Le village est situé dans la baie du même nom.
Pendant la première décennie du XXIe siècle un groupe a exprimé la proposition de séparer Fornells de la commune de Mercadal et en faire une commune indépendante. La demande a été rejetée autant par le Conseil Insulaire de Minorque que par le Tribunal Supérieur de Justice des Baléares.

## Histoire
La présence de population sur ce site au moins depuis le Ve siècle après J.C. est attestée par l'église paléochrétienne du port. Au Moyen Âge a été bâtie la tour de garde de la Mola de Fornells, qui surveillait et protégeait la côte nord de Minorque. Suite au pillage du corsaire Barberousse sur Mahón et à l'attaque pirate à Ciudadela en 1558, fut décidée la construction du Château de San Antonio de Fornells. En 1662 il était déjà bâti et en état de défense militaire.

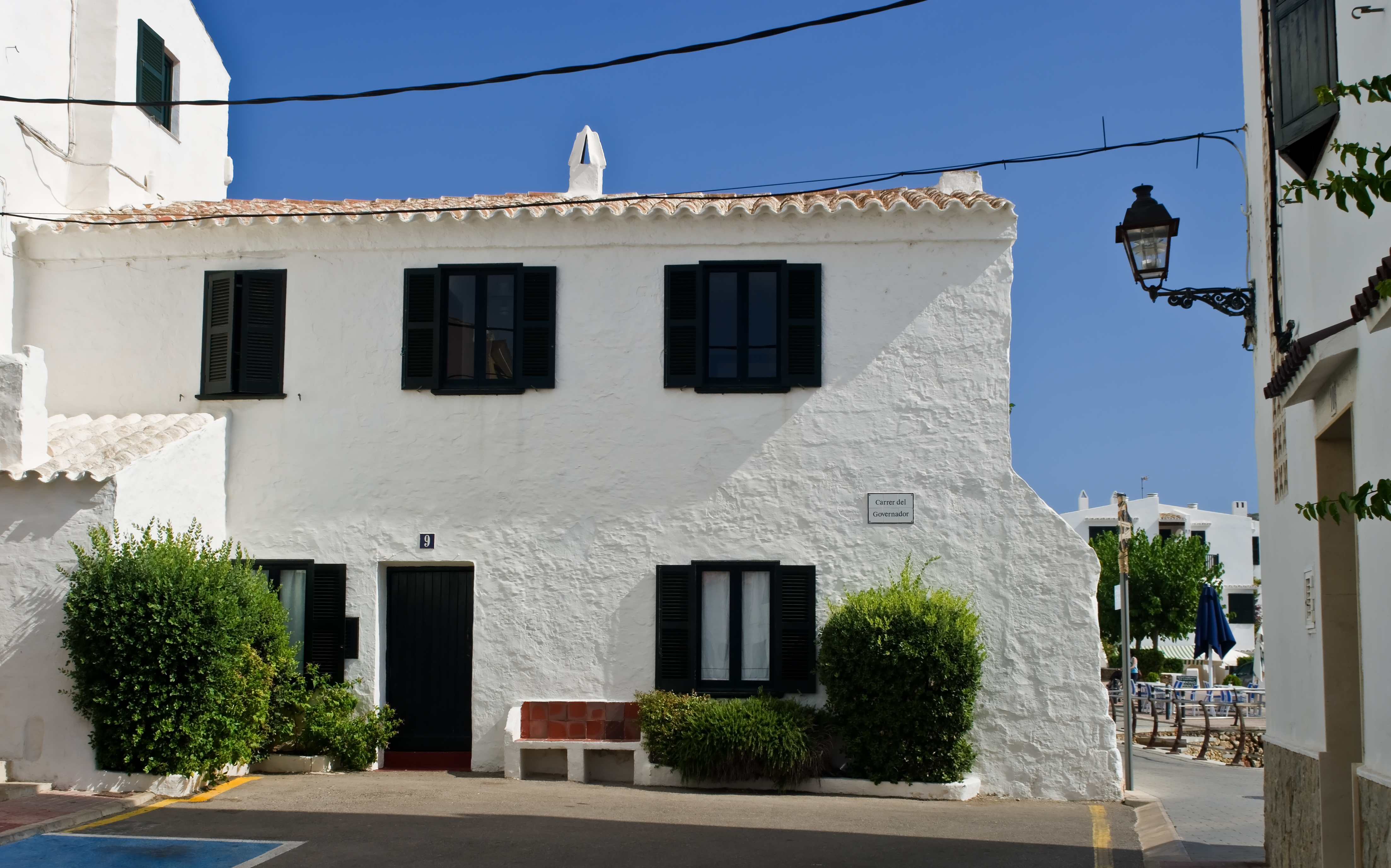
Maisons typiques de Fornells.

La présence du château de San Antonio à Fornells a entraîné la naissance près du château d'un arrabal (groupement spontané de population formant un village) qui peut être considéré comme l'origine du centre historique actuel du village. Entre 1630 et 1640 les premières maisons de Fornells sont établies et en 1713 on compte déjà plus de 100 habitants. Les premiers habitants de Fornells furent des soldats et leurs familles, venant du Château de San Felipe de Villacarlos, dans le port de Mahón, qui se sont déplacés au nord de l'île.
On ne connaît pas la date de début de construction de l'église de San Antonio mais on sait qu'en 1647 l'église était déjà en état d'usage pour le culte religieux. Aujourd'hui, pendant les fêtes patronales de Fornells, un mélange de signes religieux et civils mettent en évidence l'étroite relation entre cette église et ses fidèles.
La Tour de Défense de Fornells est une des tours de défense les plus grandes de l'île et fut construite pendant l'époque britannique, entre 1801 et 1802, dans le but de surveiller et protéger l'entrée du port; elle se trouve donc sur un point élevé, avec de bonnes vues, et sa forme est renforcée, comme s'il s'agissait d'un petit château inexpugnable. Le bâtiment, de forme conique tronquée, est bâti avec du mortier et des renforts de grès.

## Démographie
Selon l'Institut National de Statistique espagnol, en 2012 Fornells comptait 976 habitants recensés.

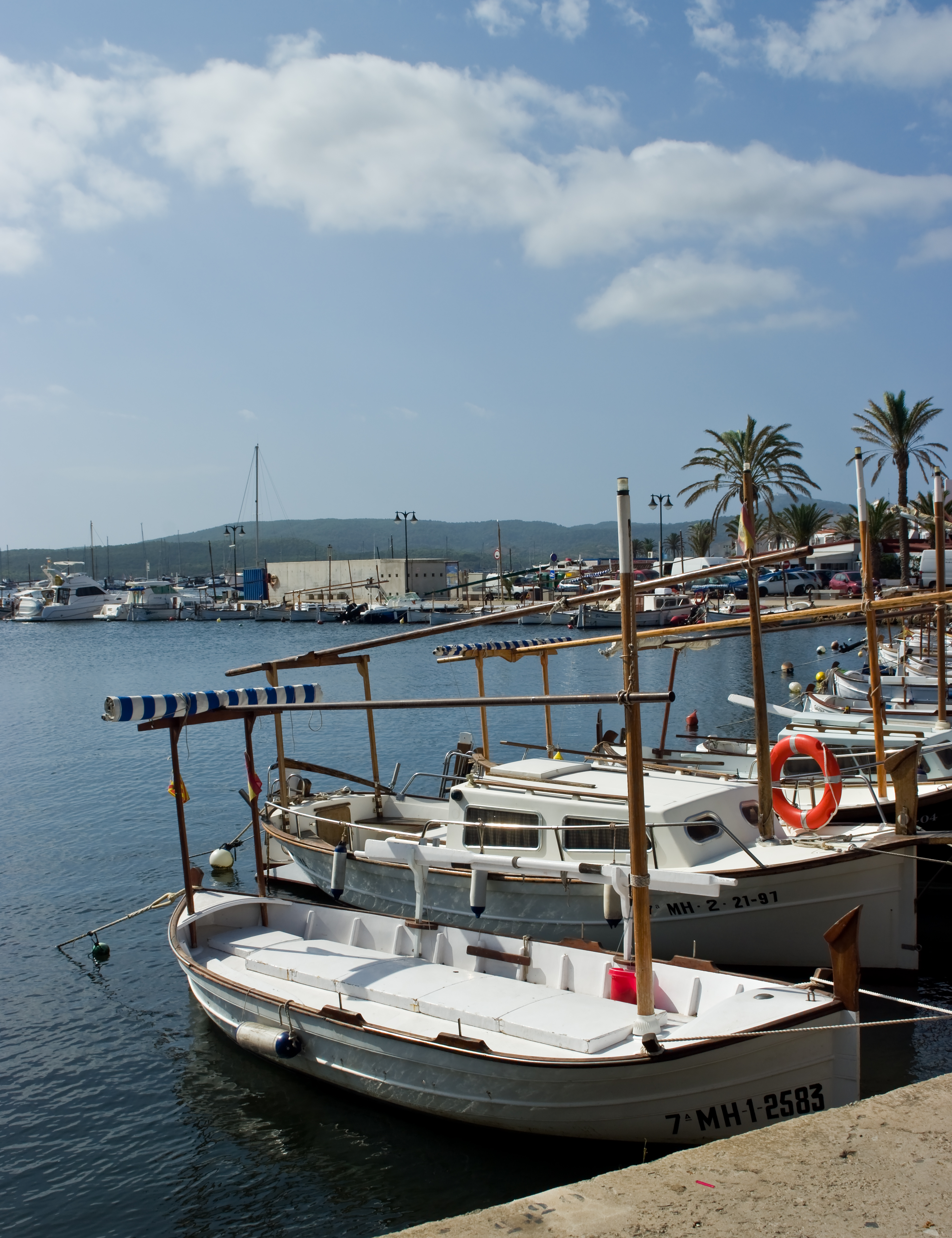
Le Port de Fornells.

## Évolution de la population
Modèle:Gráfica de evolución

## Géologie

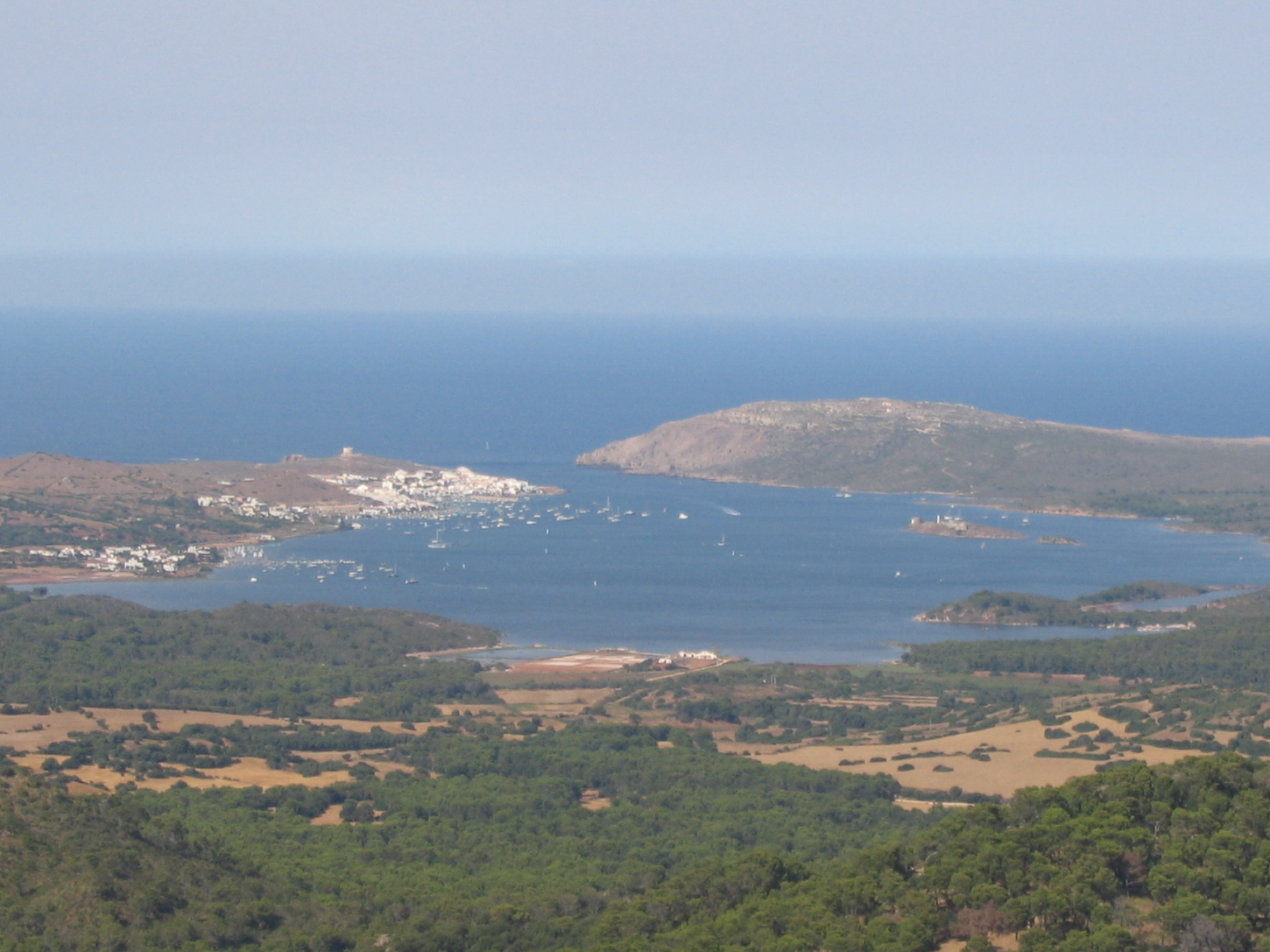
Baie de Fornells, avec le village au fond.

Du point de vue géologique Fornells est formé par des dolomies, roches carbonées du Jurassique, perméables et facilement érosives, si bien que l'eau, avec le temps, a ouvert en son sein de nombreux ravins et grottes, parmi lesquelles la Grotte des Anglais et Na Polida. À Fornells appartiennent aussi les îlots de Sargantanas, Revells, Porros et Tosqueta. Le sol prédominant est du leptosol eutrique combiné avec du calcisol chromique fissuré.

## Faune
Parmi la faune aquatique, il faut souligner la présence dans la baie de Fornells d'une des deux populations baléares de gobie tacheté. Dans les herbiers marins de spermatophytinas marines vivent les plus grandes colonies de syngnathes abaster.
Pour la faune invertébrée et spécialement les espèces cavernicoles, la Sima de la Albufereta est la grotte la plus importante. On trouve aussi dans la commune une espèce d'arachnide, Theonoe major, et un crustacé, Odontozona addaia, qui ne sont décrits dans aucun autre lieu du monde.
En ce qui concerne les oiseaux, la mouette à pattes jaunes (Larus michahellis) est habituelle dans son port de pêche et le gobemouche gris de la sous-espèce baléare, Muscicapa striata balearica, est habituel à l'époque estivale dans les terrains rocheux avec des fourrés situés entre le noyau urbain et la Tour de Fornells.

## Culture

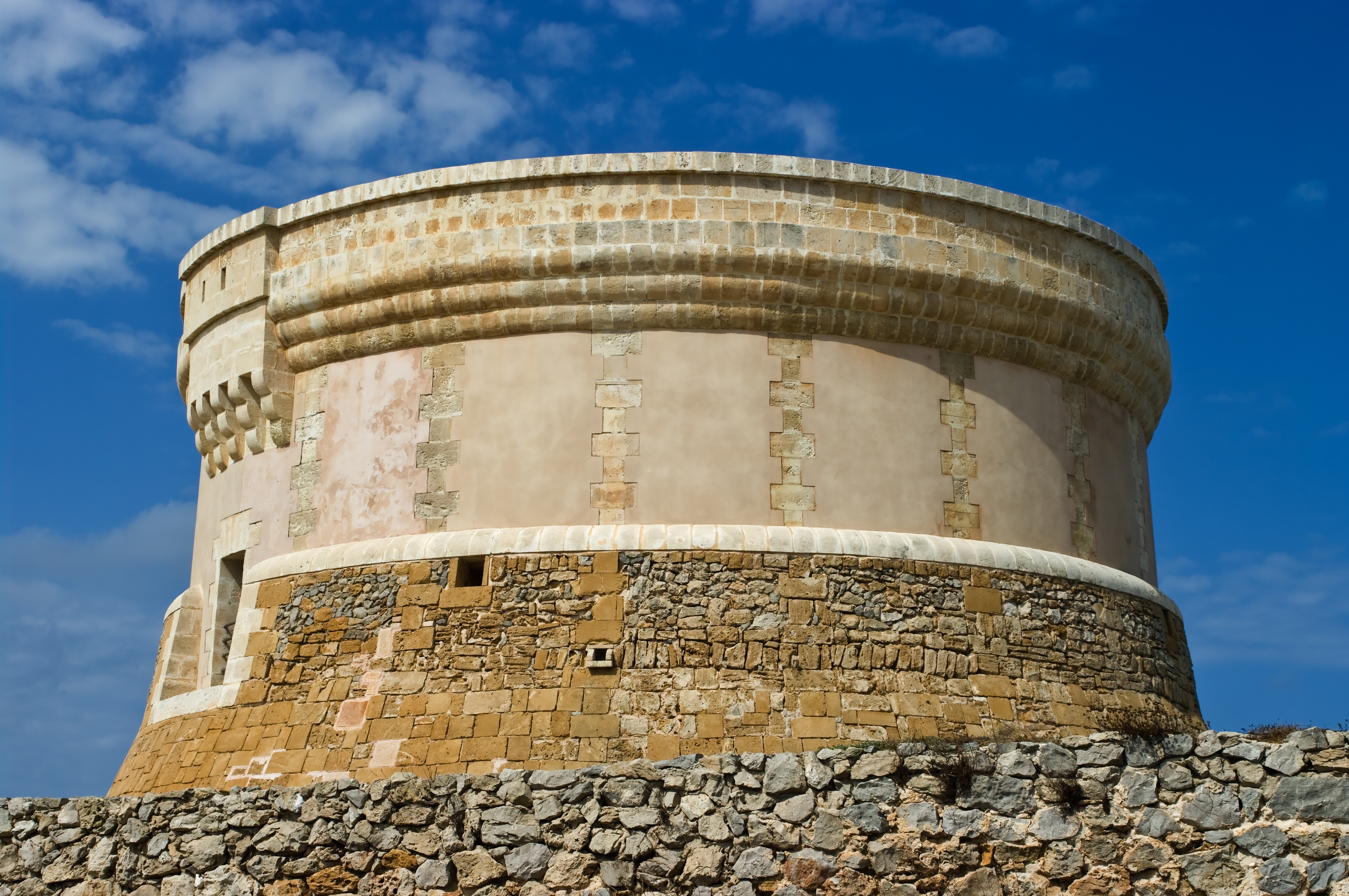
La Tour de Fornells.

### Monuments et lieux d'intérêt
Bâtiments:
- Gisement archéologique romain de Sanisera (à côté du port naturel de Sanitja) (Ier siècle av. J.-C.)
- Basilique paléochrétienne du Cap du Port de Fornells (Ve siècle)
- Batterie de côte de la Guette de Fornells
- Tour de Défense de Fornells (1801)
- Tour de l'Île de Ses Sargantanes (1802)
- Bunker de Fornells
- Église de San Antonio Abad de Fornells (1639)
- Château de San Antonio (1662)
- Maison du Contramaestre de Fornells (1925)
- Phare de Cavallería (1857)
- Ermitage de Lourdes
- Salines de Fornells
- Port de Fornells

Lieux naturels:
- Baie de Fornells
- La Mola de Fornells
- Grotte de Na Polida (Cova de Na Polida)
- Grotte des Anglais (Cova dels Anglesos)
- Cuevas del rayo (Coves d'est Llamp)
- Cala Tirant
- Cap de Cavallería

### Gastronomie
Fornells est la capitale gastronomique de l'île de Minorque. Les poissons et fruits de mer frais font partie d'une tradition culinaire au sein de laquelle il faut souligner la caldereta de langosta.

## Sports
Peu d'endroits offrent un cadre aussi approprié pour pratiquer la voile, la plongée sou-marine, le kayak ou le ski nautique que le port de Fornells. D'autres sports se pratiquent sur terre: cyclisme, équitation, golf, excursions, sports d'aventure, etc. Fornells est également constitue une base nautique.

## Cartographie
Feuille de cartographie terrestre du CNIGː
Feuille n.º 618 De la série MTN50 de l'Insitituto Géographique National. (Téléchargement gratuit en format digital au Centre de téléchargements du Centre National d'Information Géographique)
« Centro de descargas del Centro Nacional de Información Geográfica »
Cartes nautiques de l'Institut Hydrographique de la Marine;
- D 436 Île de Minorque (I Édition 2004)

- 4262 Carte nautique Port de Fornells et baie de Tirant